# SN 2002js
SN 2002js – supernowa typu Ia odkryta 9 listopada 2002 roku w galaktyce A022035-0934. W momencie odkrycia miała maksymalną jasność 22,90m.